# Provincia di Quirino
Quirino è una provincia delle Filippine settentrionali, nella regione della Valle di Cagayan.
Il suo capoluogo è Cabarroguis.

## Storia
Si è separata nel 1971 (Republic Act No. 6394) dall'originaria provincia di Nueva Vizcaya, della quale era già una sub-provincia dal 1966 (Republic Act No. 4734). È intitolata a Elpidio Quirino, Presidente della Repubblica filippina tra il 1948 e il 1953.

## Geografia fisica
Posta nella parte centro-orientale dell'isola di Luzon, non ha sbocchi sul mare e confina ad ovest con Nueva Vizcaya, a nord con Isabela e ad est e a sud con la provincia di Aurora.
Occupa l'alta valle del fiume Cagayan e il territorio è per 4/5 montuoso e ricco di foreste. Da est a sud, in pratica tutto il confine con la provincia di Aurora, è tracciato dalla catena della Sierra Madre mentre ad ovest c'è la catena del Mamparang.

## Geografia antropica

### Suddivisioni amministrative
La provincia di Quirino è formata da 6 municipalità:
- Aglipay
- Cabarroguis
- Diffun
- Maddela
- Nagtipunan
- Saguday

## Economia
L'agricoltura (riso, frumento e soprattutto banane) è l'attività trainante per l'economia della provincia. Una grande risorsa per la provincia è costituita dal patrimonio forestale. In gran parte protetto, dà comunque lavoro all'industria del legname e favorisce la presenza di piccole imprese artigianali specializzate nella lavorazione del legno.